# Большеивановское сельское поселение (Волгоградская область)
Большеивановское сельское поселение - сельское поселение в Иловлинском районе Волгоградской области.
Административный центр - село Большая Ивановка.

## География
Климат засушливый, с резко выраженной континентальностью. Характерен возврат холодов весной и раннее появление их осенью.
Лето жаркое, сухое, пыльное. Наиболее жаркие месяцы июль, август. Среднеиюльская температура  воздуха 21 градус. Абсолютный максимум температур 40-43 градуса. 
В теплый период года сильные восточные ветры переходят в суховеи, влияющие на рост растений. Преобладающие направления ветра  северо-восточные и северо-западные максимальная скорость 8,5 м/сек, минимальная 4,6 м/сек. 

## Население
| 2010  | 2012  | 2013  | 2014  | 2015  | 2016  | 2017  |
| ----- | ----- | ----- | ----- | ----- | ----- | ----- |
| 1014  | →1014 | ↗1020 | ↘1018 | ↘1014 | ↗1016 | →1016 |
| 2018  | 2019  | 2020  | 2021  |       |       |       |
| ↘1004 | ↘982  | ↘957  | ↘935  |       |       |       |

## Состав сельского поселения
| № | Населённый пункт | Тип населённого пункта       | Население |
| - | ---------------- | ---------------------------- | --------- |
| 1 | Большая Ивановка | село, административный центр | ↘935      |

## Местное самоуправление
Глава поселения
- Кобызев Александр Михайлович

## Инфраструктура
ФАП, стоматологический кабинет, детский сад. средняя школа, дом культуры, библиотека, отделение Сбербанка 

## Экономика
Предприятия сферы обслуживания, сельскохозяйственные предприятия по выращиванию зерновых культур, небольшие  предприятия по обслуживанию сельхозтехники и обеспечению горючесмазочными материалами.